# Franz Himmer
Franz Himmer (* 12. Mai 1828 in Rausenbruck bei Znaim, Südmähren; † 14. Dezember 1899 in Himmelsthür bei Hildesheim) war ein deutscher Opernsänger (Tenor), Theaterschauspieler und Gesangspädagoge.

## Leben
Franz wuchs als Sohn eines Weinbauern auf, als Schüler des von Benediktinern geführten Schottengymnasiums studierte er Gesang. Er war Sängerknabe bei den Schotten im ersten Wiener Gemeindebezirk. Nach seiner Chortätigkeit debütierte er 1849 als Solist an der Wiener Hofoper und wirkte als Heldentenor an den Hoftheatern in Dresden, Braunschweig, Darmstadt, Hamburg und an weiteren Bühnen. Im Ausland wurde er vor allem als erster Wagner-Sänger in den USA bekannt, wo er von 1863 bis 1870 wirkte.
1887 setzte er sich zur Ruhe und arbeitete dann als Gesangspädagoge. Er war Mitglied der Braunschweiger Freimaurerloge Carl zur gekrönten Säule.
Verheiratet war er ab 1861 mit der Sängerin Marie Friederici.